# New Territory
New Territory és una concentració de població designada pel cens dels Estats Units a l'estat de Texas. Segons el cens del 2000 tenia 13.861 habitants.

## Demografia
Segons el cens del 2000, New Territory tenia 13.861 habitants, 3.708 habitatges, i 3.422 famílies. La densitat de població era de 1.059,8 habitants/km².
Dels 3.708 habitatges en un 67,6% hi vivien nens de menys de 18 anys, en un 85,9% hi vivien parelles casades, en un 4,3% dones solteres, i en un 7,7% no eren unitats familiars. En el 6,5% dels habitatges hi vivien persones soles el 0,6% de les quals corresponia a persones de 65 anys o més que vivien soles. El nombre mitjà de persones vivint en cada habitatge era de 3,47 i el nombre mitjà de persones que vivien en cada família era de 3,63.
Per edats la població es repartia de la següent manera: un 34,8% tenia menys de 18 anys, un 7,1% entre 18 i 24, un 39,3% entre 25 i 44, un 16,3% de 45 a 60 i un 2,5% 65 anys o més.
L'edat mediana era de 31 anys. Per cada 100 dones de 18 o més anys hi havia 120,8 homes.
La renda mediana per habitatge era de 93.972 $ i la renda mediana per família de 96.863 $. Els homes tenien una renda mediana de 71.250 $ mentre que les dones 46.537 $. La renda per capita de la població era de 29.341 $. Aproximadament l'1,3% de les famílies i el 2% de la població estaven per davall del llindar de pobresa.

## Poblacions més properes
El següent diagrama mostra les poblacions més properes.